# Alina-Ligia Pop
Alina-Ligia Pop (20 de mayo de 1995) es una deportista rumana que compitió en remo. Ganó una medalla de oro en el Campeonato Europeo de Remo de 2017, en la prueba de cuatro sin timonel.

## Palmarés internacional
| Campeonato Europeo | Campeonato Europeo       | Campeonato Europeo | Campeonato Europeo |
| Año                | Lugar                    | Medalla            | Prueba             |
| ------------------ | ------------------------ | ------------------ | ------------------ |
| 2017               | Račice (República Checa) | Medalla de oro     | Cuatro sin timonel |